# Gümüşdere, Sivas
Gümüşdere là một thị trấn thuộc thành phố Sivas, tỉnh Sivas, Thổ Nhĩ Kỳ. Dân số thời điểm năm 2011 là 1.391 người.